# Linha 2 (Metro de Atenas)
A Linha 2 é uma das três linhas do metro de Atenas. Começa na estação de Anthoupoli e vai até Elliniko. Tem 20 estações e foi inaugurada em 2000.